# Argiope ericae
Argiope ericae là một loài nhện trong họ Araneidae.
Loài này thuộc chi Argiope. Argiope ericae được Herbert Walter Levi miêu tả năm 2004.